# اندیس حسین‌آباد-۱
حسین آباد-۱ یک اندیس غیرفلزی است که در حوالی شهر نائین استان اصفهان قرار دارد و مادهٔ معدنی موجود در آن، آهک مارنی است.